# 597 (szám)
Az 597 (római számmal: DXCVII) egy természetes szám, félprím, a 3 és a 199 szorzata.

## A szám a matematikában
A tízes számrendszerbeli 597-es a kettes számrendszerben 1001010101, a nyolcas számrendszerben 1125, a tizenhatos számrendszerben 255 alakban írható fel.
Az 597 páratlan szám, összetett szám, azon belül félprím, kanonikus alakban a 31 · 1991 szorzattal, normálalakban az 5,97 · 102 szorzattal írható fel. Négy osztója van a természetes számok halmazán, ezek növekvő sorrendben: 1, 3, 199 és 597.
Az 597 négyzete 356 409, köbe 212 776 173, négyzetgyöke 24,43358, köbgyöke 8,42025, reciproka 0,0016750. Az 597 egység sugarú kör kerülete 3751,06163 egység, területe 1 119 691,896 területegység; az 597 egység sugarú gömb térfogata 891 274 749,3 térfogategység.